# 2006-os Nickelodeon Kids’ Choice Awards
Ez a tizenkilencedik Nickelodeon Kids’ Choice Awards. amelyet 2006. április 1-én rendeztek Pauley Pavilion, Los Angeles, Kaliforniában.

## Győztesek és jelöltek

### Kedvenc filmszínész
- Will Smith - A randiguru
- Jim Carrey - Dick és Jane trükkjei
- Johnny Depp - Charlie és a csokigyár
- Ice Cube - Tor-túra

### Kedvenc filmszínésznő
- Lindsay Lohan - Kicsi kocsi – Tele a tank
- Jessica Alba - Fantasztikus Négyes
- Drew Barrymore - Szívem csücskei
- Dakota Fanning - Az álmodó

### Kedvenc film
- Harry Potter és a Tűz Serlege
- Tor-túra
- Charlie és a csokigyár
- Kicsi kocsi – Tele a tank

### Kedvenc animációs film
- Madagaszkár
- Csodacsibe
- Robotok
- Wallace és Gromit és az elvetemült veteménylény

### Kedvenc hang egy animációs filmből
- Chris Rock - Madagaszkár
- Johnny Depp - A halott menyasszony
- Ben Stiller - Madagaszkár
- Robin Williams - Robotok

### Kedvenc Tv színész
- Drake Bell - Drake és Josh
- Ashton Kutcher - Azok a 70-es évek – show
- Bernie Mac - The Bernie Mac Show
- Romeo Miller - Romeo!

### Kedvenc Tv színésznő
- Jamie Lynn Spears - Zoey 101
- Eve - Eve
- Jennifer Love Hewitt - Szellemekkel suttogó
- Raven-Symoné - That’s So Raven

### Kedvenc Tv show
- Drake és Josh
- American Idol
- Fear Factor
- That’s So Raven

### Kedvenc rajzfilm
- SpongyaBob Kockanadrág
- Jimmy Neutron kalandjai
- Tündéri keresztszülők
- A Simpson család

### Kedvenc sportoló
- Lance Armstrong
- Shaquille O’Neal
- Allen Iverson
- Alex Rodriguez

### Kedvenc együttes
- Green Day
- Backstreet Boys
- The Black Eyed Peas
- Destiny’s Child

### Kedvenc férfi énekes
- Jesse McCartney
- Bow Wow
- Nelly
- Will Smith

### Kedvenc női énekes
- Kelly Clarkson
- Mariah Carey
- Hilary Duf
- fAlicia Keys

### Kedvenc dal
- Green Day - Wake Me Up When September Ends
- Gwen Stefani - Hollaback Girl
- Mariah Carey - We Belong Together
- Ciara - Goodies

### Kedvenc videó játék
- Madagascar: Operation Penguin
- The Incredibles: Rise of the Underminer
- Madden NFL 06
- Mario Superstar Baseball

### Kedvenc könyv
- Harry Potter
- Narnia Krónikái
- The Giving Tree
- A balszerencse áradása

### Burp Off  díj
- Justin Timberlake
- Hugh Jackman

### Wannabe díjas
- Chris Rock

## Nyálkás hírességek
- Robin Williams
- Jack Black

## Fordítás
- Ez a szócikk részben vagy egészben  a(z)   2006 Kids' Choice Awards című angol Wikipédia-szócikk ezen változatának fordításán alapul.  Az eredeti cikk szerkesztőit annak laptörténete sorolja fel. Ez a jelzés csupán a megfogalmazás eredetét és a szerzői jogokat jelzi, nem szolgál a cikkben szereplő információk forrásmegjelöléseként.